# Nati nel 1649
| Questa pagina contiene informazioni ricavate automaticamente dalle voci biografiche con l'ausilio del template Bio e di un bot. L'aggiornamento è periodico e automatico e ricostruisce completamente la pagina. Se manca una persona in questa lista, sei pregato di non aggiungerla, ma accertati piuttosto che la sua voce biografica contenga il template Bio e che i dati anagrafici siano correttamente compilati. Se il template Bio manca, inseriscilo tu stesso o, in alternativa, metti l'avviso {{tmp\|Bio}} che ne segnala la mancanza. Se i dati riportati sono sbagliati, correggi direttamente la voce biografica; le modifiche saranno visibili in questa lista entro pochi giorni. Per chiarimenti vedi il progetto biografie. La lista contiene solo le 84 persone che sono citate nell'enciclopedia e per le quali è stato implementato correttamente il template Bio. Pagina aggiornata al 18 ago 2025. |

## Gennaio(8)
- 12 gennaio - Jacques Carrey, pittore francese († 1726)
- 16 gennaio - Annibale Ludovico Faussone, politico italiano († 1708)
- 16 gennaio - Pompeo Sarnelli, vescovo cattolico e storico italiano († 1724)
- 18 gennaio - Guglielmo Maurizio di Nassau-Siegen, principe tedesco († 1691)
- 23 gennaio - Antonio Teodoro Trivulzio, militare e nobile italiano († 1678)
- 27 gennaio - Jean Devaux, medico e chirurgo francese († 1729)
- 28 gennaio - Antonio Vaira, vescovo cattolico italiano († 1732)
- 30 gennaio - Lionel Tollemache, III conte di Dysart, nobile e politico scozzese († 1727)

## Febbraio(6)
- 2 febbraio - Papa Benedetto XIII, papa, vescovo cattolico e cardinale italiano († 1730)
- 6 febbraio - Augusta Maria di Holstein-Gottorp, nobile tedesca († 1728)
- 8 febbraio - Giovanni Antonio Andreoni, gesuita italiano († 1716)
- 8 febbraio - Gabriel Daniel, storico e gesuita francese († 1728)
- 22 febbraio - Bon Boullogne, pittore, incisore e decoratore francese († 1717)
- 23 febbraio - John Blow, organista e compositore inglese († 1708)

## Marzo(5)
- 1º marzo - Angela Maria della Concezione, religiosa e scrittrice spagnola († 1690)
- 3 marzo - John Floyer, medico inglese († 1734)
- 12 marzo - Govert Bidloo, medico, anatomista e poeta olandese († 1713)
- 13 marzo - Simone Enrico di Lippe-Detmold, nobile tedesco († 1697)
- 19 marzo - Marie Morin, scrittrice, storica e monaca cristiana canadese († 1730)

## Aprile(7)
- 5 aprile - Elihu Yale, statunitense († 1721)
- 8 aprile - Charles Berkeley, II conte di Berkeley, diplomatico inglese († 1710)
- 9 aprile - James Scott, I duca di Monmouth, nobile e militare inglese († 1685)
- 11 aprile - Federica Amalia di Danimarca, principessa danese († 1704)
- 16 aprile - Jan Luyken, poeta, pittore e incisore olandese († 1712)
- 17 aprile - María Luisa Manrique de Lara y Gonzaga, nobildonna spagnola († 1721)
- 17 aprile - Carlo Enrico di Lorena, principe francese († 1723)

## Maggio(5)
- 4 maggio - Augustinus Terwesten, pittore, disegnatore e incisore olandese († 1711)
- 6 maggio - Cataldo Amodei, compositore italiano († 1693)
- 12 maggio - Giovanni Alberto Badoer, cardinale e patriarca cattolico italiano († 1714)
- 24 maggio - Antonio Giannettini, compositore, organista e cantante italiano († 1721)
- 27 maggio - Francesco Bonesana, vescovo cattolico italiano († 1709)

## Giugno(6)
- 8 giugno - Jan Kazimierz Denhoff, cardinale e vescovo cattolico polacco († 1697)
- 8 giugno - Juan Francisco Pacheco, nobile spagnolo († 1718)
- 13 giugno - Adrien Baillet, presbitero, teologo e letterato francese († 1706)
- 16 giugno - Raffaele Maria Filamondo, vescovo cattolico e bibliotecario italiano († 1706)
- 19 giugno - Serafino Pasolino, abate italiano († 1715)
- 24 giugno - Antonio Bulifon, editore francese († 1707)

## Luglio(3)
- 19 luglio - Carlo d'Assia-Wanfried, nobile tedesco († 1711)
- 20 luglio - William Bentinck, I conte di Portland, militare e diplomatico inglese († 1709)
- 23 luglio - Papa Clemente XI, papa, vescovo cattolico e cardinale italiano († 1721)

## Agosto(5)
- 7 agosto - Carlo Giuseppe d'Asburgo, nobile e vescovo cattolico austriaco († 1664)
- 7 agosto - Enrico VI di Reuss-Greiz, nobile tedesco († 1697)
- 19 agosto - Sigismondo Chigi, cardinale italiano († 1678)
- 20 agosto - Teresa del Po, pittrice, incisore e miniaturista italiana († 1713)
- 23 agosto - Camillo III Gonzaga, nobile italiano († 1727)

## Settembre(7)
- 4 settembre - Giovanni Cesare Netti, compositore e prete italiano († 1686)
- 5 settembre - Francisco Antonio Fernández de Velasco y Tovar, politico e militare spagnolo († 1716)
- 5 settembre - Louise de Kérouaille, nobile († 1734)
- 10 settembre - Bernardo I di Sassonia-Meiningen, nobile († 1706)
- 12 settembre - Giuseppe Maria Tomasi, cardinale italiano († 1713)
- 15 settembre - Titus Oates, presbitero inglese († 1705)
- 21 settembre - Robbert Duval, pittore, incisore e decoratore olandese († 1732)

## Ottobre(2)
- 7 ottobre - Guglielmo di Nassau-Zuylestein, I conte di Rochford, militare e diplomatico olandese († 1709)
- 16 ottobre - Johann Franz Eckher von Kapfing und Liechteneck, vescovo cattolico tedesco († 1727)

## Novembre(5)
- 2 novembre - Giovanni Adolfo I di Sassonia-Weissenfels, duca († 1697)
- 2 novembre - Esmé Stewart, II duca di Richmond, nobile inglese († 1660)
- 7 novembre - Carlo Benedetto Giustiniani, II principe di Bassano, nobile italiano († 1679)
- 19 novembre - Joseph Andrault de Langeron, ammiraglio francese († 1711)
- 30 novembre - Marziale Carpinoni, pittore italiano († 1724)

## Dicembre(3)
- 2 dicembre - Jean-Baptiste Corneille, pittore, incisore e insegnante francese († 1695)
- 2 dicembre - Tommaso Maria Ferrari, cardinale italiano († 1716)
- 17 dicembre - Robert Sidney, IV conte di Leicester, nobile inglese († 1702)

## Senza giorno specificato(22)
- John Arundell, II barone Arundell di Trerice, politico inglese († 1698)
- Giuseppe Antonio Bernabei, compositore italiano († 1732)
- Atanasio Bimbacci, pittore italiano
- Louis Boivin, scrittore francese († 1724)
- John Cary, mercante, scrittore e economista inglese († 1720)
- Pascal Collasse, compositore francese († 1709)
- John Drummond, I conte di Melfort, nobile scozzese († 1714)
- George Gordon, I duca di Gordon, nobile scozzese († 1716)
- Franciscus Gysbrechts, pittore fiammingo
- Ambrogio Imperiale, doge († 1729)
- Frances Jennings, nobildonna inglese († 1731)
- Godfried Maes, pittore fiammingo († 1700)
- Maria Anna Mancini, duchessa italiana († 1714)
- Marcos Rama, vescovo cattolico e teologo spagnolo († 1709)
- Maria Ernestina di Schwarzenberg, nobile boema († 1719)
- Daniello Solaro, scultore italiano († 1726)
- Paul van Somer II, incisore e disegnatore olandese († 1696)
- Carlo Giuseppe Giovan Battista Tana, nobile, diplomatico e scrittore italiano († 1713)
- Thomas Tew, pirata inglese († 1695)
- Cristóbal de Villalpando, pittore spagnolo († 1714)
- Nicolaes Visscher II, incisore, editore e illustratore olandese († 1702)
- Carlo Filiberto d'Este, nobile († 1703)